# Siambarbe
Die Siambarbe (Leptobarbus hoevenii), engl. Sultan Fish, Hoven's Carp, Cigar Shark, River Barb, Mad Barb oder Pinktail Barb, chines. 何氏細鬚魮(引進), auf Thai ปลาอ้ายบ้า  ist eine Barbenart aus Südostasien.

## Beschreibung
Die Fischart hat folgende Flossenformel: Dorsale 9-9, Anale 8.
Jungfische weisen noch typische schwarze Streifen auf. Der Fisch hat einen langgestreckten Körper und große Schuppen. Die Siambarbe wird im Durchschnitt 50 Zentimeter lang, in Ausnahmefällen sogar bis zu einem Meter.

## Verbreitung und Lebensraum
Die Siambarbe ist in Malaysia, Thailand, Indonesien, Sumatra und Borneo heimisch. Sie hält sich überwiegend in Strömen und Flüssen auf, periodisch auch auf Überschwemmungsauen.

## Lebensweise
Die Siambarbe bevorzugt Wassertemperaturen von 23 bis 26 °C und ist omnivor. Sie fressen in den überschwemmten Regenwäldern Insekten, Zooplankton, pflanzliches Parenchymgewebe und unter anderen auch ins Wasser gefallene Samen des Chaulmoogra Baumes (Hydnocarpus ssp.), welcher eine narkotische Wirkung ausübt und ein ungewöhnliches Bewegungsverhalten bei der Siambarbe auslösen kann. Aus diesem Grunde wird sie teilweise auch als Mad Barb bezeichnet und ist wegen der toxischen Rückstände in Laos als Speisefisch unbeliebt.
Leptobarbus hoevenii hält sich vornehmlich in Gruppen oder kleinen Schwärmen im Mittelwasser oder in Grundnähe auf.
Obwohl einige Wissenschaftler diese Fischart nicht als Wanderfisch beschrieben, wurde wiederholt beobachtet, dass Siambarben an Nahrungswanderungen in die überschwemmten Regenwälder und zurück teilnehmen. Im Mekong bewegen sich Siambarben in den Monaten Januar bis Februar flussaufwärts und von Juni bis Juli flussabwärts. In dieser Zeit werden sie leicht gefangen.

## Systematik
Die Siambarbe bildet mit vier weiteren, kleiner bleibenden südostasiatischen Karpfenfischarten die Gattung Leptobarbus:
- Leptobarbus hosii (Regan, 1906)
- Leptobarbus melanopterus Weber & de Beaufort, 1916
- Leptobarbus melanotaenia Boulenger, 1894
- Leptobarbus rubripinna (Fowler, 1937)

Die Gattung Leptobarbus wird der Familie der Karpfenfische (Cyprinidae) zugeordnet und bildet dort eine eigenständige monotypische Unterfamilie, die Leptobarbinae.

## Nutzung
Die Siambarbe ist ein weitverbreiteter Speisefisch vor allem in der chinesischen Küche. Falsch zubereitete Gerichte aus Siambarbenfleisch können zu Übelkeit führen. Der Marktpreis dieser Art ist in Kambodscha und Vietnam relativ hoch. Sie werden in Teichwirtschaften gemästet, dabei kann ihre Fortpflanzung durch Hormongaben induziert werden.